# لورن لاپین
لورن لاپین (انگلیسی: Lauren Lappin؛ زادهٔ ۲۶ ژوئن ۱۹۸۴) بازیکن سافت‌بال اهل ایالات متحده آمریکا است.